# Lucien Lux
Lucien Lux, né le 13 septembre 1956 à Troisvierges (Luxembourg), est un syndicaliste et homme politique luxembourgeois, membre du Parti ouvrier socialiste luxembourgeois (LSAP).
Lucien Lux travaille pour la Société nationale des chemins de fer luxembourgeois (CFL) et rejoint la Confédération syndicale indépendante du Luxembourg (OGB-L). Il dirige la section de Bettembourg du Parti ouvrier socialiste luxembourgeois (LSAP) à partir de 1986 et devient bourgmestre de Bettembourg le 1er janvier 1988, mandat qu'il exerce jusqu'à sa nomination au gouvernement le 31 juillet 2004.
En 1989, Lucien Lux entre à la Chambre des députés, en tant que représentant de la circonscription Sud, et quitte l'OGB-L. Il est réélu en 1994 et en 1999.
Il est élu secrétaire général du LSAP en 2002 et est chargé des élections législatives de 2004, où il est une nouvelle fois réélu. Le LSAP intègre alors la coalition gouvernementale, à la place du Parti démocratique et Lucien Lux est nommé Ministre de l'Environnement et Ministre des Transports. Il occupe ces postes jusqu'à leur suppression en 2009. Il retourne alors à la Chambre des députés, où il est réélu en 2009.
Il est nommé au Conseil d'État en décembre 2013. En octobre 2024, il est visé par une enquête du parquet de Luxembourg pour abus de biens sociaux, blanchiment, violation de secret professionnel et recel de violation de secret professionnel.

## Distinctions
- Officier de l'ordre de la Couronne de chêne[2] (promotion 1999)
- Commandeur de l'ordre de Mérite du grand-duché de Luxembourg[3] (promotion 2004)